# Marcus Coco
Marcus Coco (Les Abymes, 24 de junho de 1996) é um futebolista profissional francês que atua como atacante.

## Carreira
Marcus Coco começou a carreira no Guingamp.